# Silent Evidence
Silent Evidence è una serie televisiva britannica in 6 episodi trasmessi per la prima volta nel corso di una sola stagione nel 1962.
È una serie poliziesca incentrata sui casi (in gran parte omicidi) assegnati al patologo forense Martin Westlake dal detective Evans di Scotland Yard. Fu una delle prime serie poliziesche ad affrontare i casi dal punto di vista del medico forense.

## Personaggi e interpreti
- Dottor Martin Westlake (6 episodi, 1962), interpretato da Basil Sydney.
- Detective Evans (6 episodi, 1962), interpretato da Conrad Phillips.
- Angus MacCrae (6 episodi, 1962), interpretato da Ian MacNaughton.
- Detective Sergente Harris (4 episodi, 1962), interpretato da Robert James.
- Jenny Ryle (3 episodi, 1962), interpretata da Renny Lister.
- Tecnica di laboratorio (2 episodi, 1962), interpretata da Madeline Blakeney.

## Produzione
La serie fu prodotta da British Broadcasting Corporation Le musiche furono composte da Don Banks.

### Registi
Tra i registi sono accreditati:
- Brian Bell in 2 episodi (1962)
- Patrick Dromgoole in 2 episodi (1962)

### Sceneggiatori
Tra gli sceneggiatori sono accreditati:
- Evelyn Frazer in 6 episodi (1962)
- Max Marquis in 4 episodi (1962)

## Distribuzione
La serie fu trasmessa nel Regno Unito dal 7 agosto 1962 al 12 settembre 1962 sulla rete televisiva BBC One.

## Episodi
| Stagione       | Episodi | Prima TV Regno Unito |
| -------------- | ------- | -------------------- |
| Prima stagione | 6       | 1962                 |